# Faeton (domnevni planet)
Faeton ali Phaeton (tudi Phaëton in Phaethon) je domnevni planet, ki naj bi nekoč obstajal med Marsovo in Jupitrovo tirnico in iz katerega naj bi ob uničenju nastal asteroidni pas. Ime izvira iz grške mitologije, kjer je Faeton sin boga Helija, ki je z nepremišljenim obnašanjem skoraj povzročil uničenje Zemlje. Ko je vozil očetov sončni voz in so mu konji ušli z vajeti, je Zevs rešil pogubni položaj tako, da ga je pokončal s strelo.
Njegov obstoj so v 18. stoletju predpostavili po Titius-Bodejevem zakonu, po katerem naj bi si daljše stranice tirnic zunanjih planetov našega Osončja sledile po enostavnem matematičnem zaporedju (in ga je kasneje razveljavilo odkritje Neptuna). Ob odkritju, tedaj asteroida Cerere, v predvideni legi leta 1801 so mnogi mislili, da je to iskani planet. Heinrich Wilhelm Mathias Olbers je ob odkritju asteroida Palas na podobni oddaljenosti od Sonca razvil teorijo, da gre dejansko za ostanke nekdanjega planeta, ki je iz nepojasnjenega razloga razpadel. Predvidel je tudi odkritje novih fragmentov.
Po danes uveljavljenem mnenju naj bi bil asteroidni pas namesto tega ostanek protoplanetnega diska, ki mu je vpliv Jupitrove gravitacije ob nastanku Osončja preprečil tvorbo v planet.